# Cirkelbladroller
De cirkelbladroller (Clepsis rurinana) is een vlinder uit de familie van de bladrollers (Tortricidae). De wetenschappelijke naam is gepubliceerd in 1758 door Linnaeus in de tiende editie van Systema naturae.

## Leefwijze
De rupsen van deze vlinder rollen bladen van loofbomen op en gaan daar dan in zitten eten.

## Verspreiding en leefgebied
De soort komt voor in de bossen van Europa en Azië.